# MŠK Fomat Martin
MŠK Fomat Martin (celým názvem: Mestský športový klub Fomat Martin) je slovenský fotbalový klub, který sídlí ve městě Martin. Založen byl v roce 1994 původně jako čistě mládežnický klub, mužské družstvo bylo založené až v roce 2006. Od sezóny 2017/18 působí ve třetí fotbalové lize, sk. Střed.
Své domácí zápasy odehrává na stadionu Martin s kapacitou 8 000 diváků.

## Historické názvy
Zdroj: 
- 1994 – MŠK Fomat Martin (Mestský športový klub Fomat Martin)
- 2006 – převzetí družstev z ŠKF ZŤS VTJ Martin ⇒ název nezměněn

## Umístění v jednotlivých sezonách
Stručný přehled
Zdroj: 
- 2011–2012: 4. liga SsFZ
- 2012–2014: 3. liga – sk. Východ
- 2014–2016: 3. liga – sk. Střed
- 2016–2017: 2. liga – sk. Západ
- 2017–: 3. liga – sk. Střed

Jednotlivé ročníky
Zdroj: 
Legenda: Z – zápasy, V – výhry, R – remízy, P – porážky, VG – vstřelené góly, OG – obdržené góly, +/− – rozdíl skóre, B – body, červené podbarvení – sestup, zelené podbarvení – postup, fialové podbarvení – reorganizace, změna skupiny či soutěže
| Slovensko (2011–) |                       |        |    |    |   |    |    |    |     |    |        |
| Sezóny            | Liga                  | Úroveň | Z  | V  | R | P  | VG | OG | +/− | B  | Pozice |
| 2011/12           | 4. liga SsFZ          | 4      | 30 | 24 | 4 | 2  | 93 | 21 | +72 | 76 | 1.     |
| 2012/13           | 3. liga – sk. Východ  | 3      | 30 | 11 | 5 | 14 | 40 | 51 | −11 | 38 | 13.    |
| 2013/14           | 3. liga – sk. Východ  | 3      | 30 | 12 | 9 | 9  | 43 | 32 | +11 | 45 | 5.     |
| 2014/15           | 3. liga – sk. Střed   | 3      | 28 | 18 | 6 | 4  | 62 | 22 | +40 | 60 | 2.     |
| 2015/16           | 3. liga – sk. Střed   | 3      | 30 | 24 | 4 | 2  | 76 | 17 | +31 | 76 | 1.     |
| 2016/17           | 2. liga – sk. Západ   | 2      | 22 | 2  | 6 | 14 | 22 | 56 | −34 | 12 | 12.    |
| 2016/17           | O udržení – sk. Západ | 2      | 30 | 2  | 6 | 22 | 26 | 77 | −51 | 12 | 12.    |
| 2017/18           | 3. liga – sk. Střed   | 3      | 30 |    |   |    |    |    |     |    |        |